# Tom Huddlestone
Thomas Andrew "Tom" Huddlestone, IPA: [ˈhʌdɫstən], (nascut el 28 de desembre del 1986 a Nottingham, Nottinghamshire) és un jugador professional de futbol que juga al Hull City AFC.